# Тхирапонг Силачай
Тхирапонг Силачай (тайск. ธีรพงศ์ ศิลาชัย; род. 19 ноября 2003, Khun Han, Сисакет) — тайский тяжелоатлет, выступающий в весовой категории до 61 кг. Серебряный призёр летних Олимпийских игр 2024 года, чемпион мира 2022 года, бронзовый призёр чемпионата Азии 2023 года.

## Карьера
Будучи молодым тяжелоатлетом, Силачай впервые принял участие в соревнованиях на Играх Кхун Дан в Накхоннайоке в весовой категории до 50 кг среди мужчин. Он поднял 90 килограммов в рывке и 115 в толчке, набрав в сумме 205 килограммов и завоевал золотую медаль.
В 2022 году Силачай принял участие в чемпионате мира по тяжелой атлетике в Боготе и сразу же завоевал золото в весовой категории до 55 кг, подняв в общей сложности 265 килограммов и побив мировые рекорды среди юниоров в толчке (148 килограммов и 265 килограммов в сумме).
В 2023 году на чемпионате Азии по тяжелой атлетике, выступая в категории до 61 кг Силачай стал бронзовым призёром. По сумме двух упражнений он поднял 299 килограммов.
На летних Олимпийских играх 2024 года он выступал в весовой категории до 61 кг среди мужчин и завоевал серебряную медаль. Он поднял 303 килограмма, что всего на семь килограммов меньше, чем у чемпиона Ли Фабиня.

## Спортивные результаты
| Год  | Соревнование     | Место проведения | Весовая категория | Рывок  | Толчок | Сумма двоеборья | Место |
| 2022 | Чемпионат мира   | Богота           | до 55 кг          | 117 кг | 148 кг | 265 кг          | 1     |
| 2023 | Чемпионат мира   | Эр-Рияд          | до 61 кг          | 115 кг | 150 кг | 265 кг          | 25    |
| 2024 | Олимпийские игры | Париж            | до 61 кг          | 132 кг | 171 кг | 303 кг          | 2     |